# چشمه آب حیات
چشمه آب حیات فیلمی به کارگردانی سیامک یاسمی و نویسندگی ابراهیم زمانی آشتیانی محصول سال ۱۳۳۸ است.

## خلاصه داستان
راز وجود چشمهٔ آب حیات پس از هفتصد سال با نقشهٔ محلش در اختیار جوانی قرار می‌گیرد. جوان به همراه دختری به نام «غزاله» که از افراد محلی است، عازم چشمهٔ آب حیات می‌شوند. مردی به نام «مرتضی» از وجود این چشمه آگاه شده و همراه با دو برادر به تعقیبشان می‌پردازد. مرتضی وقتی مطمئن می‌شود که نزدیک محل شده برادرها را به قتل می‌رساند و درصدد قتل جوان و غزاله برمی آید. اما خود کشته می‌شود و آن دو نیز نمی‌توانند از چشمهٔ آب حیات بنوشند چون شرط این کار عاشق نبودن است، در حالی که آن دو عاشق هم شده‌اند.

## بازیگران
- ایرن زازیانس
- محمدعلی فردین
- هوشنگ سارنگ
- ایرج قادری
- فریدون نریمان
- غلامحسین نقشینه